# Toporec
Toporec (węg. Toporc, niem. Toportz) – wieś (obec) w północnej Słowacji leżąca w powiecie Kieżmark, w kraju preszowskim.

## Położenie
Wieś leży na Spiszu, ok. 3 km na zachód od Podolińca, na skraju Kotliny Popradzkiej, u południowych podnóży Magury Spiskiej. Zabudowania ciągną się wzdłuż cieku wodnego o nazwie Toporský potok, do którego na terenie wsi wpadają dopływy Hlinený potok oraz Homôľka.

## Historia
Pierwsza pisemna wzmianka o wsi pochodzi z 1277 roku. Już w 1303 r. wzmiankowany był tu kościół. W późniejszych czasach dominowała ludność niemiecka, wyznaniowo podzielona na katolików i ewangelików. Obok kościoła katolickiego powstał i ewangelicki. Majątek tutejszy należał do rodu Görgey’ów. W istniejącym do dziś dworze urodził się Artúr Görgey, naczelny dowódca powstania węgierskiego w 1849 r., antagonista Józefa Bema i Henryka Dembińskiego.

## Zabytki
- Kościół katolicki pw. św. Michała Archanioła z początków XIV w.
- Kościół ewangelicki z XVIII w.
- Kasztel Görgey’ów tzw. stary (słow. starý Kaštieľ Görgeiovcov), z XVII w., otoczony parkiem ze starymi okazami drzew[8];
- Kasztel Görgey’ów tzw. nowy (słow. nový Kaštieľ Görgeiovcov) z końca XVIII w.